# Teliusa malaca
Teliusa malaca är en skalbaggsart som beskrevs av Thomas Casey 1911. Teliusa malaca ingår i släktet Teliusa och familjen kortvingar. Inga underarter finns listade i Catalogue of Life.